# Природно-заповідний фонд Харкова
Природно-заповідний фонд м. Харкова складають 15 територій та об'єктів загальною площею 467,65 га (що становить приблизно 1,4 % від усієї міської території):
- Ботанічний сад ХНУ ім. В. Н. Каразіна, загальна площа — 41,9 га;
- Зоологічний парк, площа — 22,0 га;
- Сад ім. Т. Г. Шевченка, площа — 0,75 га;
- Помірки (ботанічна пам'ятка), загальна площа — 120,4 га;
- Сокольники-Помірки, загальна площа — 163,1 га;
- Інститутська, загальна площа — 0,35 га;
- Будинок учених, загальна площа — 0,1 га;
- Чорноглазівська, загальна площа — 0,2 га;
- Пушкінська, загальна площа — 0,2 га;
- Дерева Гінкго, загальна площа — 0,1 га;
- Чорноглазівські дуби, загальна площа — 0,15 га;
- Дуб Бабушкін, загальна площа — 0,1 га;
- Григорівський бір, загальна площа — 76,0 га;
- Залютинська, загальна площа — 3,0 га;
- Крюківський, загальна площа — 39,3 га.
- Салтівський заказник (втрачений), загальна площа — 15 га.

Серед територій і об'єктів природно-заповідного фонду:
- 2 — загальнодержавних (зоопарк і ботанічний сад);
- всі інші — місцевого значення: 2 заказники (лісовий і гідрологічний) і 11 ботанічних пам'яток природи.